# Vela (Dolj)
Vela è un comune della Romania di 2 095 abitanti, ubicato nel distretto di Dolj, nella regione storica dell'Oltenia.
Il comune è formato dall'unione di 8 villaggi: Bucovicior, Cetățuia, Desnățui, Gubaucea, Segleț, Suharu, Știubei, Vela.